# Топки
Топки́ (на руски: Топки) е град в Русия, административен център на Топкински район, Кемеровска област. Населението на града към 1 януари 2018 е 27 860 души.

## История
Селището е основано през 1914 година, през 1933 година получава статут на град.